# Étude de femme
Étude de femme (em português, Estudo de mulher) é um conto de Honoré de Balzac publicado em 1830 na revista francesa La Mode. Foi editado em volume em 1831, com o mesmo texto, nos romances e contos filosóficos pela editora Gosselin. Depois passa, em 1835, aos Estudos de costumes sob o título de Perfil de marquesa. Muito frequentemente revisto, reaparece então sob o mesmo título nas Cenas da vida parisiense, antes de receber o título Étude de femme nas Cenas da vida privada da edição Furne de 1842 da Comédia Humana.
Excelente retratista, Balzac dá aqui um brilhante exemplo de seu talento de fabulista. À maneira dos Caractères de La Bruyère, ele descreve com poucas palavras uma personagem complexa (a marquesa de Listomère). Vê-se aparecer pela segunda vez o muito célebre Eugène de Rastignac, que ainda está se iniciando no mundo, mas já demonstra uma desenvoltura sedutora.
Em Estudo de Mulher Balzac exerce seu máximo poder de síntese. O tema, que nem sequer original é, tendo sido frequente "nos melodramas e nos maus romances" da época,, pela pena de Balzac se torna um sutil estudo psicológico.

## Enredo
Esta narrativa muito curta retrata com sutileza uma mulher irrepreensível, a marquesa de Listomère, que jamais deixaria que um galante lhe fizesse a corte, por menor que fosse. Mas o muito jovem e muito belo Eugène de Rastignac (Eugênio na edição brasileira organizada por Paulo Rónai), que tem o rosto de um anjo, atrai sua atenção sem buscar seduzi-la. No dia seguinte, Rastignac envia duas cartas, uma a seu advogado, a outra à sua amante, Delphine de Nucingen. Por descuido, ele troca o endereço e é a marquesa de Listomère quem recebe uma carta ardente de amor de quatro páginas. Aparentemente chocada, mas em verdade radiante, a marquesa faz com que Rastignac seja retido à sua porta, impedindo-lhe a entrada em sua mansão. Só então Eugène se dá conta de seu erro e restabelece a verdade junto à marquesa, que, decepcionada com o esclarecimento do fato, se cala e finge uma gastrite.
O narrador da história é Horace Bianchon, o famoso médico da Comédia, o que permite a Balzac testemunhar as coisas do mundo entrando na pele de um de seus personagens. É igualmente Bianchon com Henri de Marsay, Rastignac e Frédéric de Nucingen que se alternarão nas narrativas de Autre étude de femme (sendo reservado a Bianchon o empolgante episódio de La Grande Bretèche).